# Tschirma
Tschirma ist ein Ortsteil der Stadt  Berga-Wünschendorf im Landkreis Greiz in Thüringen.

## Geographische Lage
Der Ortsteil liegt südwestlich von Berga/Elster an der Kreisstraße 208 und ist über die Bundesstraße 92 bei Wildetaube erreichbar. Die Gemarkung des ländlichen Ortes befindet sich auf einer höheren Ebene vom Thüringer Schiefergebirge linksseitig des Elstertals. Die Gelänge- und Blockflur umfasst 414 ha (1905).

## Geschichte
Am 25. März 1432 wurde das Dorf erstmals urkundlich erwähnt. Der bis 1918 reußische Ort war zwischen 1922 und 1924 mit Wildetaube zur Gemeinde Tschirma-Wildetaube vereinigt. Die Kirche wurde 1703 barockisiert. Im ländlich geprägten Ort besteht ein Schiefermahlwerk.

## Persönlichkeiten
- Heinrich Hartmann (Politiker, 1830) (1830–1917), deutscher Politiker, Abgeordneter im Greizer Landtag
- Gerhard Schott (1866–1961), Geograph und Ozeanograph